# 臼尻村
臼尻村（うすじりむら）は、かつて北海道茅部郡にあった村。

## 沿革
- 1906年（明治39年）4月1日 - 北海道二級町村制施行により、茅部郡臼尻村、熊泊村が合併し、臼尻村が発足。函館支庁に所属。
- 1922年（大正11年）8月3日 - 支庁の改称により渡島支庁に所属。
- 1959年（昭和34年）5月1日 - 茅部郡尾札部村と合併し南茅部村となり消滅。